# Dee Delaney
Dee Delaney (Beaufort, 20 febbraio 1995) è un giocatore di football americano statunitense che milita nel ruolo di cornerback per i Buffalo Bills della National Football League (NFL).

## Carriera

### Jacksonville Jaguars
Dopo non essere stato scelto nel Draft, Delaney firmò con i Jacksonville Jaguars il 28 aprile 2018. Fu svincolato alla fine del training camp e il 2 settembre rifirmò con la squadra di allenamento. Il 25 ottobre 2018 fu promosso nel roster attivo. Debuttò nella NFL il 28 ottobre contro i Philadelphia Eagles al Wembley Stadium 4 Londra. Fu svincolato il 13 novembre 2018 dopo di che rifirmò con la squadra di allenamento. Fu promosso nel roster attivo il 1º dicembre. Fu svincolato due giorni dopo.

### Miami Dolphins
Il 4 dicembre 2018 Delaney firmò con i Miami Dolphins ma fu svincolato quattro giorni dopo per poi rifirmare con la squadra di allenamento. Il 1º gennaio 2019 firmò un nuovo contratto come riserva Fu svincolato il 1º maggio 2019.

### New York Jets
Il 30 luglio 2019 Delaney firmò con i New York Jets. Fu svincolato il 26 agosto 2019.

### Washington Redskins
Il 24 dicembre 2019 Delaney firmò con i Washington Redskins. Fu svincolato il 23 marzo 2020.

### Tampa Bay Buccaneers
Il 25 maggio 2021 Delaney firmò con i Tampa Bay Buccaneers. Disputò la prima gara come titolare in carriera il 24 ottobre 2021, contro i Chicago Bears, facendo registrar anche il suo primo intercetto.

### Buffalo Bills
Il 16 maggio 2024 Delaney firmò con i Buffalo Bills. Il 25 agosto fu inserito in lista infortunati.